# Usměrňovací můstek
Usměrňovací můstek je elektrické zařízení, soustava čtyř a více diod v můstkovém obvodu, které vytváří výstup stejné polarity pro jakoukoliv polaritu vstupu. V nejběžnější aplikaci se můstkové usměrňovače používají k převádění střídavého proudu na stejnosměrný proud.
Můstkový usměrňovač byl vynalezen polským elektrotechnikem Karlem Pollakem, který si jej patentoval v prosinci 1895 ve Velké Británii a v lednu 1896 v Německu. V roce 1897 nezávisle objevil a publikoval Leo Graetz podobné zapojení. Dnes je diodový můstek často označován jako Graetzův obvod či Graetzův můstek.

## Jednofázový můstek

Zapojení jednofázového můstku

Výstupní napětí jednofázového můstku

Jednofázový můstek využívá spojení čtyř diod, z nichž v každé půlvlně vedou dvě diody. Velikost usměrněného napětí (zanedbá-li se úbytek napětí na diodách) je dána vzorcem:
{\displaystyle U_{DC}={\frac {2{\sqrt {2}}}{\pi }}\cdot U_{AC}\approx 0,9\cdot U_{AC}}
kde:
- UDC – střední hodnota výstupního napětí
- UAC – efektivní hodnota vstupního napětí

## Třífázový můstek

Zapojení trojfázového můstku

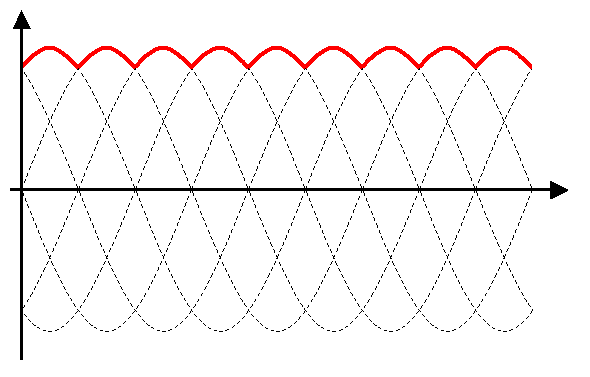
Výstupní napětí třífázového mústku

Třífázový můstek využívá spojení šesti diod, z nichž v každém okamžiku vedou dvě. Velikost usměrněného napětí (zanedbá-li se úbytek napětí na diodách) je dána vzorcem:
{\displaystyle U_{DC}={\frac {3{\sqrt {2}}}{\pi }}\cdot U_{AC}\approx 1,35\cdot U_{AC}}
kde:
- UDC – střední hodnota výstupního napětí
- UAC – efektivní hodnota sdruženého vstupního napětí

## Galerie

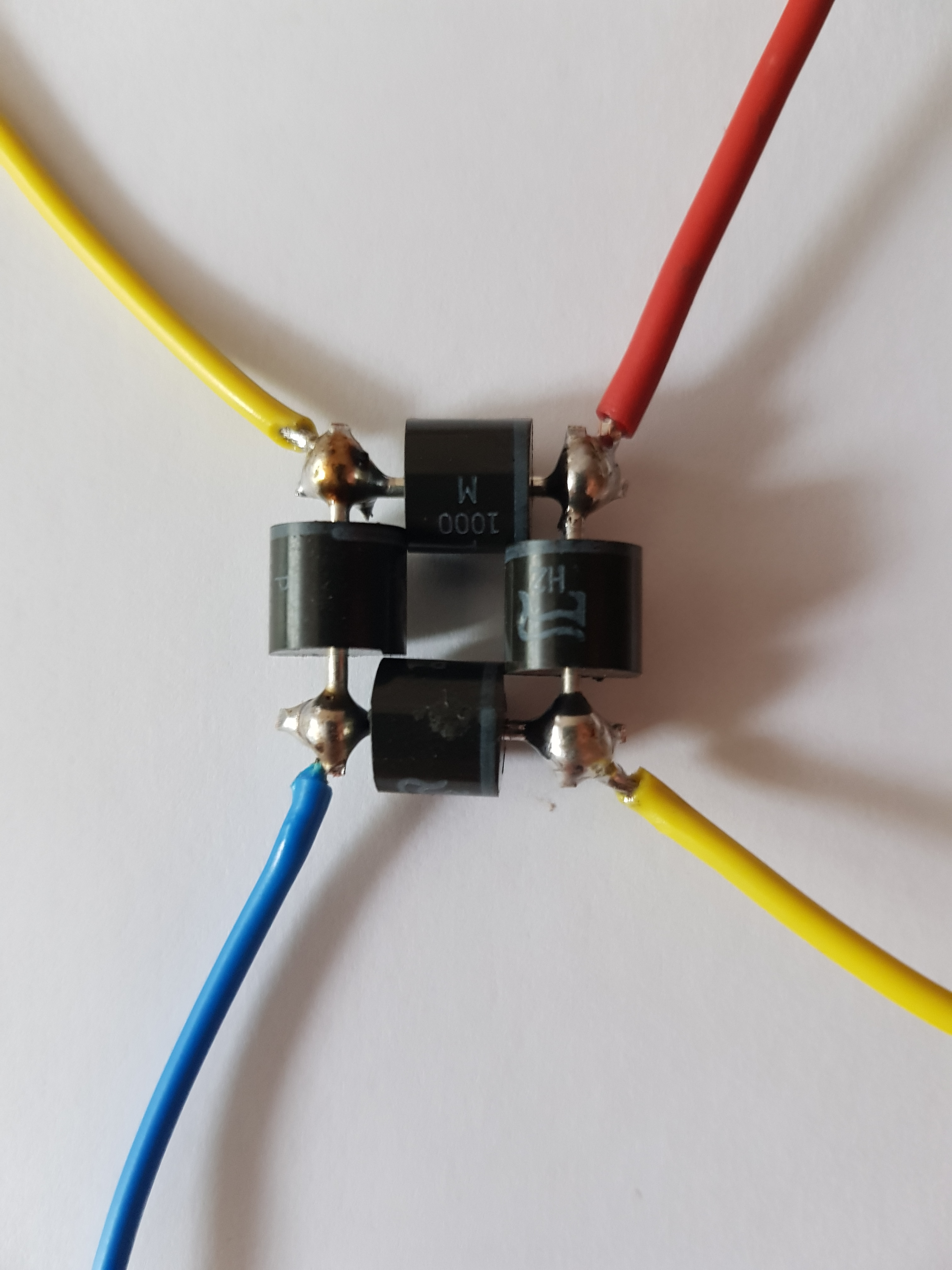
Diodový můstek z diskrétních součástek
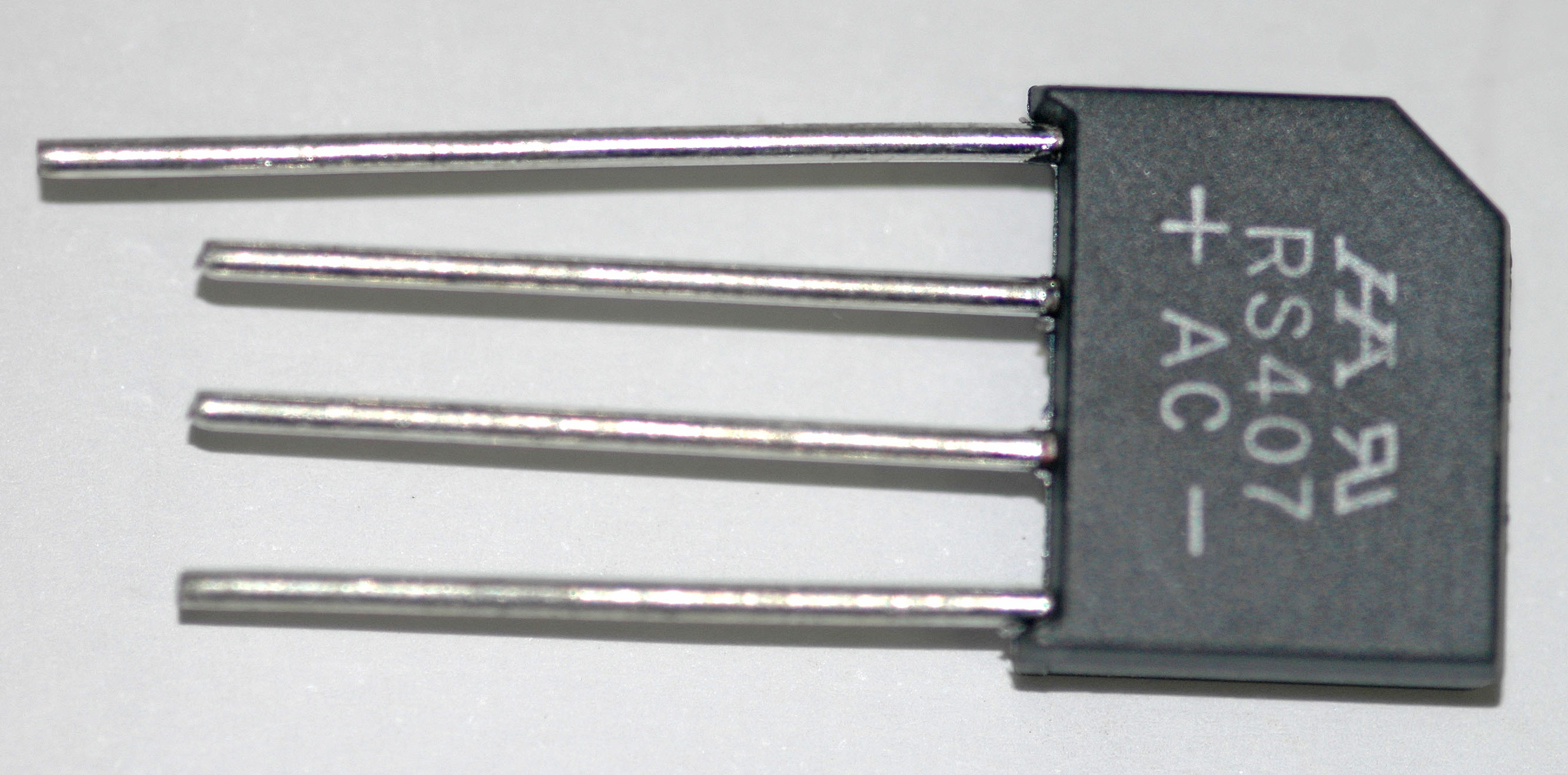
Integrovaný diodový můstek 1000VX4A
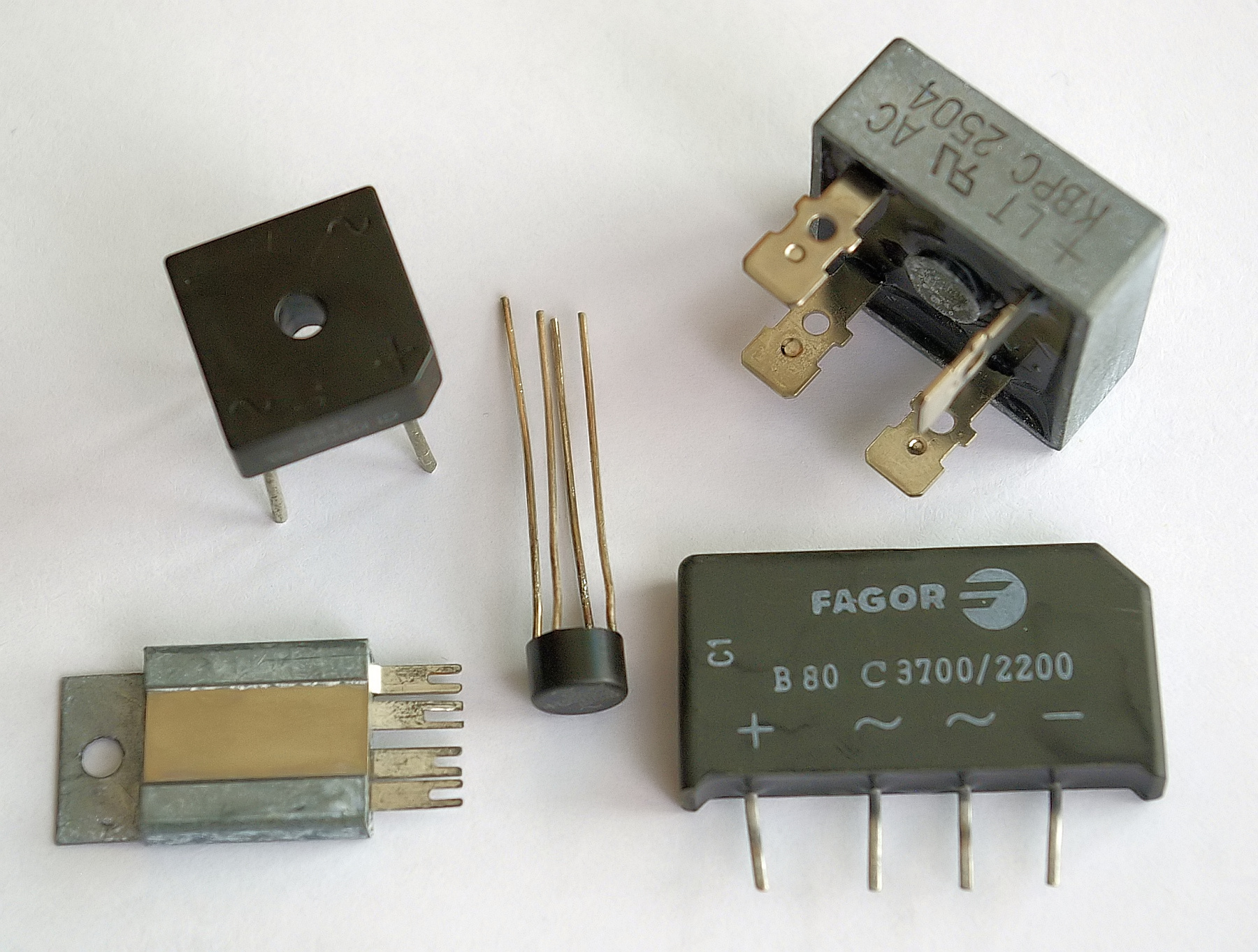
Různé můstky
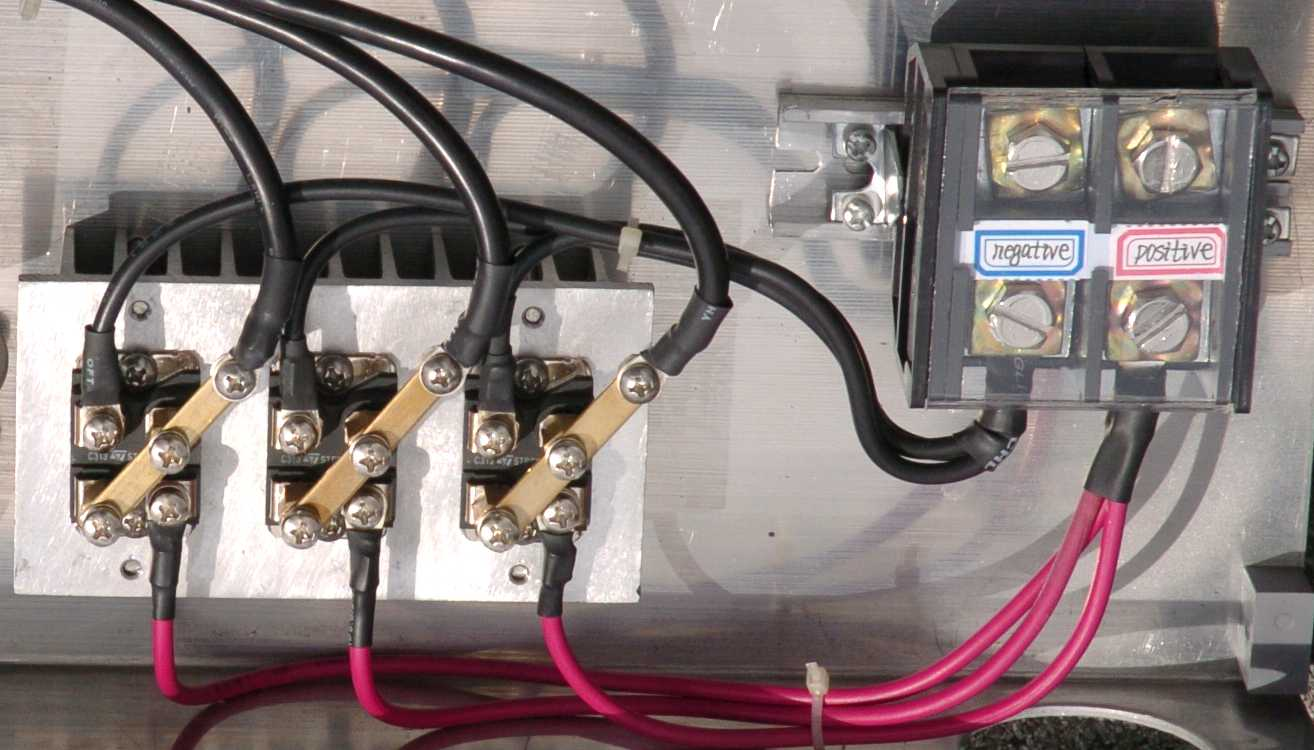
Výkonový diodový usměrňovač s chladičem